# Stipitocyphella
Stipitocyphella es un género de hongos en la familia Marasmiaceae. Es un género monotípico y su única especie es Stipitocyphella keniensis, de Kenia.